# Mitsue Iwakura
Mitsue Iwakura (japonés: 岩倉三恵; Tòquio, 18 d'agost de 1984) és una futbolista japonesa, sent el seu últim equip el València CF, on va jugar fins a la temporada 2014-2015.
Després de jugar durant nou temporades a l'Urawa Reds, en octubre de 2012 va fitxar per l'Atlètic de Madrid. En acabar la temporada va fitxar pel València CF, tot i que dos temporades després abandonaria l'equip merengot per a tornar al Japó per motius personals.